# GI CLASSIC
『GI CLASSIC』（ジーワンクラシック）は、コナミのメダルゲームで、競馬ゲームとして1995年に発売された。

## 概要
1994年のJRAレーシングプログラムに基づき、実在の芝の重賞100レースを循環させてゲームを進めている。それに伴い、左回り右回り・内回り外回りを忠実に再現している。ちなみに馬・騎手は実在の名前をもじってある。GIIIは6頭立て、GIIは8頭立て（高松宮杯・京王杯3歳S・アルゼンチン共和国杯のみ6頭立て）、GIは10頭立てである。
中央のトラックフィールドを取り囲むようにして14席のステーションがあり、そこでゲームを行う。
ゲームは、単勝、枠連、馬連の3タイプの馬券からなり、単勝は2.0倍 - 99.9倍、枠連・馬連は2.0倍 - 999.9倍までである。
ステーションには2つの画面があり、レース名・馬名・斤量・戦績・予想・単勝オッズが表示している情報用のモニターと馬券を買う操作用のタッチパネルモニターがある。
稀にダブルアップレースがあり、その場合全ての配当が2倍になる。
レース中は音声による実況が流れる（実況付きのマシンとしては最初期の作品にあたる）。また、ベット時のBGMは、GIIIが2種類、GIIが2種類、GIが1種類、さらに有馬記念専用のBGMがある。なお、GIIのBGMはそれぞれ『グラディウス』の「Challenger 1985」と『ドラキュラII 呪いの封印』の「Bloody Tears」のアレンジバージョンとなっている。
上位機種としてGI CLASSIC SPECIALという作品もある。データの更改に加え、トラックフィールドとステーションを離してステーション2席の間にメダル両替機を搭載させたものである。またステーションを自由に増減させることもできる。ただしあまりお店で見かけることが無く、売れ行きは芳しくなかったものと見られる。